# Katagali, Khanapur
Katagali là một làng thuộc tehsil Khanapur, huyện Belgaum, bang Karnataka, Ấn Độ.